# Sepak takraw na Igrzyskach Azjatyckich 2018
Sepak takraw na Igrzyskach Azjatyckich 2018 – jedna z dyscyplin rozgrywana podczas igrzysk azjatyckich w Dżakarcie i Palembangu. Zawody odbyły się w dniach 19 sierpnia – 1 września w Jakabaring Sport City w stolicy Indonezji. Do rywalizacji w sześciu konkurencjach przystąpiło 265 zawodników z 15 państw.

## Uczestnicy
W zawodach wzięło udział 265 zawodników z 15 państw.
| Reprezentacja    | Liczba zawodników |
| ---------------- | ----------------- |
| Chiny            | 6                 |
| Filipiny         | 10                |
| Indie            | 25                |
| Indonezja        | 24                |
| Iran             | 13                |
| Japonia          | 18                |
| Korea Południowa | 27                |
| Laos             | 23                |
| Malezja          | 27                |
| Mjanma           | 27                |
| Nepal            | 7                 |
| Pakistan         | 6                 |
| Singapur         | 7                 |
| Tajlandia        | 27                |
| Wietnam          | 18                |
| 15 reprezentacji | 265               |

## Medaliści
| Konkurencja     | Złoto | Srebro | Brąz |           |
| Mężczyźni       | Mężczyźni | Mężczyźni | Mężczyźni | Mężczyźni |
| --------------- | --- | --- | --- | --------- |
| Regu            | Malezja · Muhamad Norhaffizi Abd Razak · Muhammad Zulkifli Abd Razak · Farhan Adam · Mohamad Azlan Alias · Mohammad Syahir Mohd Rosdi | Indonezja · Muhammad Hardiansyah Muliang · Nofrizal · Victoria Eka Prasetya · Adbul Halim Radjiu · Herson Mohamad Saipul | Korea Południowa · Jeong Won-deok · Kim Young-man · Lee Jun-ho · Lim Tae-gyun · Shim Jae-chul | [ 3 ]     |
| Regu            | Malezja · Muhamad Norhaffizi Abd Razak · Muhammad Zulkifli Abd Razak · Farhan Adam · Mohamad Azlan Alias · Mohammad Syahir Mohd Rosdi | Indonezja · Muhammad Hardiansyah Muliang · Nofrizal · Victoria Eka Prasetya · Adbul Halim Radjiu · Herson Mohamad Saipul | Singapur · Mohamad Farhan Amran · Muhammad Farhan Bin Aman · Muhammad Asri Bin Aron · Muhammad A’fif Bin Safiee · Asfandi Ja’al | [ 3 ]     |
| Kwadrant        | Indonezja · Muhammad Hardiansyah Muliang · Nofrizal · Rizky Abdul Rahan Pago · Abdul Halim Radjiu · Saiful Rijal · Husni Uba | Japonia · Masanori Hayashi · Hirokazu Kobayashi · Toshitaka Naito · Yuki Sato · Seiya Takano · Takeshi Terashima | Singapur · Mohamad Farhan Amran · Muhammad Farhan Bin Aman · Muhammad Asri Bin Aron · Mohamad Alhaj Bin Kasmanani · Muhammad A’fif Bin Safiee · Muhammad Khairilshamy Bin Shamsudin                                                                               | [ 4 ]     |
| Kwadrant        | Indonezja · Muhammad Hardiansyah Muliang · Nofrizal · Rizky Abdul Rahan Pago · Abdul Halim Radjiu · Saiful Rijal · Husni Uba | Japonia · Masanori Hayashi · Hirokazu Kobayashi · Toshitaka Naito · Yuki Sato · Seiya Takano · Takeshi Terashima | Wietnam · Đậu Văn Hoàng · Đỗ Mạnh Tuấn · Lê Văn Nghĩa · Nguyễn Hoàng Lân · Nguyễn Hữu Danh · Nguyễn Quốc Anh | [ 4 ]     |
| Debel drużynowy | Tajlandia · Anuwat Chaichana · Pornchai Kaokaew · Suriyon Koonpimon · Jirasak Pakbuangoen · Wichan Temkort · Seksan Tubtong · Rachan Viphan · Assadin Wongyota · Pattarapong Yupadee                                                                           | Laos · Phitthasanh Bounpaseuth · Laksanaxay Bounphaivanh · Chanthalak Chanthavong · Phonsavanh Keoviseth · Kantana Nanthisen · Yothin Sombatputhone · Noum Souvannalith · Xaibandith Thadanabouth · Kongsy Yang | Indonezja · Rezki Yusuf Djaina · Muhammad Hardiansyah Muliang · Nofrizal · Hendra Pago · Rizky Abdul Rahan Pago · Abdul Halim Radjiu · Saiful Rijal · Herson Mohamad Saipul · Husni Uba                                                                           | [ 5 ]     |
| Debel drużynowy | Tajlandia · Anuwat Chaichana · Pornchai Kaokaew · Suriyon Koonpimon · Jirasak Pakbuangoen · Wichan Temkort · Seksan Tubtong · Rachan Viphan · Assadin Wongyota · Pattarapong Yupadee                                                                           | Laos · Phitthasanh Bounpaseuth · Laksanaxay Bounphaivanh · Chanthalak Chanthavong · Phonsavanh Keoviseth · Kantana Nanthisen · Yothin Sombatputhone · Noum Souvannalith · Xaibandith Thadanabouth · Kongsy Yang | Japonia · Masanori Hayashi · Hirokazu Kobayashi · Ryo Masuda · Toshitaka Naito · Tsubasa Sato · Yuki Sato · Seiya Takano · Takeshi Terashima · Masahiro Yamada | [ 5 ]     |
| Regu drużynowy  | Tajlandia · Anuwat Chaichana · Thanawat Chumsena · Pornchai Kaokaew · Sittipong Khamchan · Jantarit Khukaeo · Kritsanapong Nontakote · Jirisak Pakbuangoen · Siriwat Sakha · Thawisak Thongsai · Rachan Viphan · Assadin Wongyota · Pattarapong Yupadee        | Malezja · Muhamad Norhaffizi Abd Razak · Muhammad Zulkifli Abd Razak · Farhan Adam · Mohamad Azlan Alias · Aidil Aiman Azwawi · Muhammad Hairul Hazidi Haidzir · Muhammad Kamal Ishak · Muhammad Noraizat Mohd Nordin · Muhammad Afifuddin Mohd Razali · Mohammad Syahir Mohd Rosdi · De Said Ezwan Said · Mohd Syazreenqamar Salehan | Indonezja · Syamsul Akmal · Rezki Yusuf Djaina · Muhammad Hardiansyah Muliang · Nofrizal · Hendra Pago · Rizky Abdul Rahan Pago · Victoria Eka Prasetya · Abdul Halim Radjiu · Saiful Rijal · Herson Mohamad Saipul · Andi Try Sandi Saputra · Husni Uba          | [ 6 ]     |
| Regu drużynowy  | Tajlandia · Anuwat Chaichana · Thanawat Chumsena · Pornchai Kaokaew · Sittipong Khamchan · Jantarit Khukaeo · Kritsanapong Nontakote · Jirisak Pakbuangoen · Siriwat Sakha · Thawisak Thongsai · Rachan Viphan · Assadin Wongyota · Pattarapong Yupadee        | Malezja · Muhamad Norhaffizi Abd Razak · Muhammad Zulkifli Abd Razak · Farhan Adam · Mohamad Azlan Alias · Aidil Aiman Azwawi · Muhammad Hairul Hazidi Haidzir · Muhammad Kamal Ishak · Muhammad Noraizat Mohd Nordin · Muhammad Afifuddin Mohd Razali · Mohammad Syahir Mohd Rosdi · De Said Ezwan Said · Mohd Syazreenqamar Salehan | Indie · Dheeraj · Gurumayum Jiteshor Sharma · Niken Singh Khangembam · Harish Kumar · Lalit Kumar · Sandeep Kumar · Ngathem Jotin Singh · Malemnganba Singh Sorokhaibam · Seitaram Singh Thokchom · Henary Singh Wahengbam · Sanjeck Singh Waikhom · Akash Yumnam | [ 6 ]     |
| Kobiety         | | | |           |
| Kwadrant        | Tajlandia · Wiphada Chitphuan · Masaya Duangsri · Sasiwimol Janthasit · Fueangfa Praphatsarang · Somruedee Pruepruk · Payom Srihongsa | Wietnam · Dương Thị Xuyến · Giáp Thị Hiền · Hoàng Thị Hoa · Nguyễn Thị Mỹ · Nguyễn Thị Phương Trinh · Nguyễn Thị Quyên | Indonezja · Florensia Cristy · Akyko Michael Kapito · Kusnelia · Lena · Leni · Dini Mita Sari | [ 7 ]     |
| Kwadrant        | Tajlandia · Wiphada Chitphuan · Masaya Duangsri · Sasiwimol Janthasit · Fueangfa Praphatsarang · Somruedee Pruepruk · Payom Srihongsa | Wietnam · Dương Thị Xuyến · Giáp Thị Hiền · Hoàng Thị Hoa · Nguyễn Thị Mỹ · Nguyễn Thị Phương Trinh · Nguyễn Thị Quyên | Laos · Chiep Banxavang · Santisouk Chandala · Sonsavan Keosouliya · Nouandam Volabouth · Norkham Vongxay · Koy Xayavong | [ 7 ]     |
| Regu drużynowy  | Tajlandia · Suputtra Beartong · Wiphada Chitphuan · Masaya Duangsri · Sasiwimol Janthasit · Thitima Mahakusol · Fueangfa Praphatsarang · Somruedee Pruepruk · Kaewjai Pumsawangkaew · Nipaporn Salupphon · Thidarat Soda · Payom Srihongsa · Nisa Thanaattawut | Korea Południowa · Bae Han-oul · Choi Ji-na · Jeon Gyu-mi · Jung Ju-seung · Kim Dong-hee · Kim Hee-jin · Kim I-seul · Kim Jie-un · Kim Ji-young · Lee Min-ju · Park Seon-ju · Yu Seong-hee | Mjanma · Aung Su Mon · Eng Lairo · Htet Su Yee · Kyaw Su Mon · Myint Nant Yin Yin · Sun Nan Su Myat · Than Aye Aye · Than Phyu Phyu · Thin Kyu Kyu · Thu Nyein Chan · Wai Khin Hnin · Zin Ya Mong                                                                 | [ 8 ]     |
| Regu drużynowy  | Tajlandia · Suputtra Beartong · Wiphada Chitphuan · Masaya Duangsri · Sasiwimol Janthasit · Thitima Mahakusol · Fueangfa Praphatsarang · Somruedee Pruepruk · Kaewjai Pumsawangkaew · Nipaporn Salupphon · Thidarat Soda · Payom Srihongsa · Nisa Thanaattawut | Korea Południowa · Bae Han-oul · Choi Ji-na · Jeon Gyu-mi · Jung Ju-seung · Kim Dong-hee · Kim Hee-jin · Kim I-seul · Kim Jie-un · Kim Ji-young · Lee Min-ju · Park Seon-ju · Yu Seong-hee | Wietnam · Bùi Thị Hải Yến · Đặng Thị Mỹ Linh · Đặng Thị Phương Thanh · Dương Thị Xuyến · Giáp Thị Hiền · Hoàng Thị Hoa · Nguyễn Thị Mỹ · Nguyễn Thị Phương Trinh · Nguyễn Thị Quyên · Nguyễn Thị Thu Hạnh · Phạm Thị Hằng · Trần Thị Thu Hoài                     | [ 8 ]     |

## Tabela medalowa
| Pozycja | Reprezentacja    | Złoto | Srebro | Brąz | Razem |
| ------- | ---------------- | ----- | ------ | ---- | ----- |
| 1.      | Tajlandia        | 4     | 0      | 0    | 4     |
| 2.      | Indonezja        | 1     | 1      | 3    | 5     |
| 3.      | Malezja          | 1     | 1      | 0    | 2     |
| 4.      | Wietnam          | 0     | 1      | 2    | 3     |
| 5.      | Japonia          | 0     | 1      | 1    | 2     |
| 5.      | Korea Południowa | 0     | 1      | 1    | 2     |
| 5.      | Laos             | 0     | 1      | 1    | 2     |
| 8.      | Singapur         | 0     | 0      | 2    | 2     |
| 9.      | Indie            | 0     | 0      | 1    | 1     |
| 9.      | Mjanma           | 0     | 0      | 1    | 1     |
| Razem   | Razem            | 6     | 6      | 12   | 24    |